# Ontbinden in priemfactoren
In de wiskunde heet het ontbinden in priemfactoren of alleen het ontbinden in factoren van een geheel getal dat groter is dan één, het vinden van de delers van dat getal, die priemgetallen zijn. Het ontbinden van een getal in factoren is onderdeel van de getaltheorie en wordt ook factoriseren genoemd. Wanneer zij met elkaar worden vermenigvuldigd is de uitkomst weer het eerste getal. Voor ieder van deze gevonden priemfactoren kan het voorkomen, dat het eerste getal daar meer dan één keer door kan worden gedeeld. De hoofdstelling van de rekenkunde zegt dat, afgezien van de volgorde waarin de priemfactoren van een getal worden gevonden, steeds dezelfde priemgetallen worden gevonden.
Een priemgetal is per definitie een getal dat niet verder in priemfactoren is te ontbinden. 1 wordt niet meegerekend als priemgetal. Het ontbinden in priemfactoren is een rekenkundige bewerking.
Bijvoorbeeld
{\displaystyle 4056=2^{3}\times 3\times 13^{2}},
2 tot de 3e macht maal 3 maal 13 tot de 2e macht = 8 x 3 x 169. 

## Methoden
Er zijn verschillende algoritmen om een getal {\displaystyle n} te ontbinden, zoals de:
- getallenlichamenzeef
- uitprobeermethode[1]
- Fermats factorisatiemethode
- Pollards p–1-methode
- algoritme van Lenstra
- Dixons factorisatiemethode

## Uitprobeermethode
De uitprobeermethodemethode, vaak met het Engelse trial division aangegeven, is een eenvoudige maar bewerkelijke methode om een samengesteld getal in priemfactoren te ontbinden. Varianten van dit algoritme kunnen ook worden gebruikt om de elementen van een eindige deelverzameling van de priemgetallen te berekenen.
Hieronder staat ter illustratie de Java-code van een inefficiënt, recursief algoritme dat de gevonden priemfactoren tijdens het factorisatieproces aan een string toevoegt en het resultaat na de ontbinding naar een computerterminal schrijft. 
De factorisatie wordt door de functie factoriseer(n) uitgevoerd. Samengevat wordt tijdens elke cyclus de volgende bewerking:
```
factoriseer(n) -> deler^k * factoriseer(n / deler^k)
```

uitgevoerd, waarbij de waarde van deler^k naar de string wordt geschreven. Na compilatie van TrialDivision.java geeft de opdracht:
```
$ java TrialDivision  1000 100 51 101 2310 3599
1000 = 2^3 * 5^3
100 = 2^2 * 5^2
51 = 3 * 17
101 = 101
2310 = 2 * 3 * 5 * 7 * 11
3599 = 59 * 61
```

de priemfactoren van de als argument opgegeven lijst getallen.

### TrialDivision.java
In factoriseer(n) zijn de volgende stappen te onderscheiden:
1. In de eerste while()-lus wordt, te beginnen bij deler = 2, de kleinste deler van n opgezocht.
2. Vervolgens wordt het getal n in de tweede while()-lus k-maal door de waarde van deler gedeeld.
3. De waarde van deler of deler^k wordt naar de string geschreven.
4. Als de nieuwe waarde van n groter is dan 1 dan wordt en een " * "-string toegevoegd en wordt n verder ontbonden. Als n de waarde 1 heeft bereikt dan wordt de factorisatie gestopt.

Gewoonlijk worden voor de trial-and-error waarden van delers niet alle natuurlijke getallen gebruikt maar alleen de priemgetallen uit een op een efficiënte manier gezeefde verzameling.
```
public
 
class
 
TrialDivision
 
{

    
public
 
static
 
String
 
factoriseer
(
int
 
n
)
 
{

// stap 1

        
int
 
deler
 
=
 
2
;

        
while
 
(
n
 
%
 
deler
 
!=
 
0
)
 
deler
++
;
                  
// kleinste deler van n opzoeken

// stap 2

        
int
 
k
 
=
 
0
;

        
while
 
(
n
 
%
 
deler
 
==
 
0
)
 
{

             
n
 
/=
 
deler
;
                                 
// nieuwe waarde van n

             
k
++
;
                                        
// bepalen na k maal delen

        
}

// stap 3

        
String
 
s
 
=
 
""
 
+
 
deler
;
                           
// waarde van deler

        
if
 
(
k
 
>
 
1
)
 
s
 
+=
 
"^"
+
k
;
                           
// en ^k aan de string toevoegen

// stap 4

        
if
 
(
n
 
>
 
1
)
 
s
 
+=
 
" * "
 
+
 
factoriseer
(
n
);
          
// voeg " * " en volgende stap aan string toe

        
return
 
s
;
                                        
// string met ontbinding terugsturen

    
}

    
public
 
static
 
void
 
main
(
String
[]
 
args
)
 
{

        
for
 
(
int
 
i
=
0
;
i
<
args
.
length
;
i
++
)
 
{
                
// argumenten met de waarden voor n

            
int
 
n
 
=
 
Integer
.
parseInt
(
args
[
i
]
);

            
System
.
out
.
println
(
n
+
" = "
+
factoriseer
(
n
));
  
// resultaat van ontbinding naar terminal schrijven

        
}

    
}

}

```